# Sharmila Banerjee
Sharmila Banerjee (* 1979 in Rheydt) ist eine deutsche Comiczeichnerin und Illustratorin.

## Biographie
Sharmila Banerjee studierte an der Köln International School of Design und der Konstfack  in Stockholm. Ihre Comics wurden unter anderem in den Anthologien Orang, Strapazin und Nobrow veröffentlicht.
Von 2011 bis 2018 zeichnete sie regelmäßig Comics für das Missy Magazine. Sie gestaltete diverse Plattencover und Poster, unter anderem für die Label Papercup Records, Tapete Records, den Musiker Marker Starling und die Berlin Feminist Film Week.

## Veröffentlichungen (Auswahl)
- ABC. In Strapazin #106, München 2012.[3]
- Cocoon Motel. In Orang 9 – Atlas. Comicanthologie, Reprodukt, Berlin 2011, 112 Seiten, schwarz-weiß und farbig, Softcover, ISBN 978-3-941099-78-4.
- Nobrow 6 – The Double. Anthologie, Nobrow, London 2012, 40 Seiten, farbig, Hardcover, ISBN 978-1-907704-19-2.
- Biotop. In Orang X – Heavy Metal. Comicanthologie, Reprodukt, Berlin 2013, 172 Seiten, schwarz-weiß und farbig, Softcover, ISBN 978-3-943143-48-5.

## Ausstellungen
- Comics in Berlin. Bilder einer Stadt Ausstellung vom 3. bis zum 15. September 2013 im Haus der Berliner Festspiele.[6]